# Parque Museo Calima
El Parque Museo Calima o de la cultura calima, es un sitio localizado en el municipio de Restrepo, valle del Cauca (Colombia); más exactamente en el centro de esta población, frente a la parroquia de Nuestra Señora del Carmen.
En él se encuentran diversas réplicas de figuras precolombinas de las culturas ilama, sonso y yotoco, las cuales constituyen la cultura calima.
- Datos: Q6062413

http://www.restrepovalle.city/parque-calima-restrepo-valle/